# Constantin Topliceanu
Constantin Topliceanu (n. 13 august 1935) a fost un deputat român în legislatura 1990-1992, ales în județul Argeș pe listele partidului Ecologist-SD.